# Dementium II
Dementium II (auch Dementium 2) ist ein vom amerikanischen Entwicklerstudio Renegade Kid entwickelter Ego-Shooter für den Nintendo DS. Es ist der Nachfolger des Horrorshooters Dementium: Die Anstalt und ist am 15. Juli 2010 in Deutschland erschienen. In den USA erschien der Titel schon am 4. Mai 2010. Im Dezember 2013 erschien das Spiel ebenfalls für den PC.

## Handlung
William Redmoor erwacht in der Heilanstalt Bright Dawn. Von einer Krankenschwester erfährt er, dass er vor fünf Wochen eine Gehirnoperation hatte und nun das erste Mal wieder aufwacht. Kurz nachdem er in seine Zelle gebracht wird, beginnen die aus dem Vorgängerspiel bekannten Albträume erneut. Redmoor erfährt, dass der Doktor, der ihn operiert hat, Zombies und weitere Kreaturen freigelassen hat. Diese treiben nun auch in der realen Welt ihr Unwesen. Gleich nach der Ankunft in der Zelle wechselt das Spiel in die Höllendimension, in welcher die Architektur der Umwelt anders ist als in der alternativen Dimension. Durch den Wandel der Dimensionen, welche sehr unregelmäßig auftreten, erlaubt das Spiel dem Spieler somit Umwege zu machen, welche in der alternativen Dimension nicht möglich wären.

## Spielprinzip
Dementium II ist genauso wie der Vorgänger ein Horror-Ego-Shooter. Es gibt im Storymodus fünf Kapitel. Dem ungefähr sechsstündigen Storymodus, welcher drei Schwierigkeitsgrade umfasst, wurde ein Survivalmodus beigefügt, in welchem man gegen Wellen von Gegnern so lange wie möglich durchhalten muss.

## Entwicklung
Die Renegade-2.0-Engine wurde im Gegensatz zum Vorgänger grafisch und bezüglich des Sounds verbessert. Zum Beispiel werfen die Gegner nun Schatten. Neu ist auch das Inventar-System, mit dem man in acht Slots Munition und andere Items einsammeln und lagern kann. Nun kann man auch eine Taschenlampe und eine einhändig zu bedienende (Schuss)waffe gleichzeitig halten. Zusätzlich sind neue Umgebungen (Heilanstalt Bright Dawn, das US-amerikanische Dorf Pelf, die unterirdische Mine Pelfs, sowie die Höllendimension) enthalten. Auch das Waffenrepertoire wurde um einiges aufgerüstet, wobei teils auch einige Gegenstände aus dem ersten Teil wiederverwendet wurden (zum Beispiel die Kreissäge). Zudem besitzt das Spiel nun eine für das jeweilige Land lokalisierte Sprachausgabe.

## Rezeption
Dementium II wurde von fast allen Magazinen sehr gut bewertet, vor allem wurde aber die kurze Spielzeit bemängelt.
- Dementium II – you've just become the handheld horror title we've all been waiting for. (atomicgamer.com)
- Other than its disappointing length, Dementium II doesn't have a lot on the negative side (gamesabyss.com)
- The impressively rank enemies that ram the claustrophobia home are the best we've seen on the DS since, oh... Dementium. (Offizielles Nintendo Magazin)